# Équipe d'Égypte de football
Cet article traite de l'équipe masculine. Pour l'équipe féminine, voir Équipe d'Égypte féminine de football.
Maillots
Actualités
L'équipe d'Égypte de football (en arabe : منتخب مصر لكرة القدم) appelée également l'équipe des Pharaons (en arabe : الفراعنة) est constituée par une sélection des joueurs égyptiens sous l'égide de la Fédération d'Égypte de football. L'équipe est également celle qui a connu le plus de succès en Afrique avec sept Coupes d'Afrique des nations (CAN) dont trois d'affilée (2006, 2008 et 2010). L'Égypte fait partie des trois équipes africaines (avec le Nigeria et le Maroc) à avoir atteint le top 10 du classement mondial de la FIFA.
Après une longue période de résultats décevants, les pharaons, emmenés par une génération de joueurs talentueux, parviennent à se qualifier pour la Coupe du monde 2018 en Russie, une première depuis 1990.

## Histoire

### Débuts de l’Égypte et premier pays qualifié à une coupe du monde

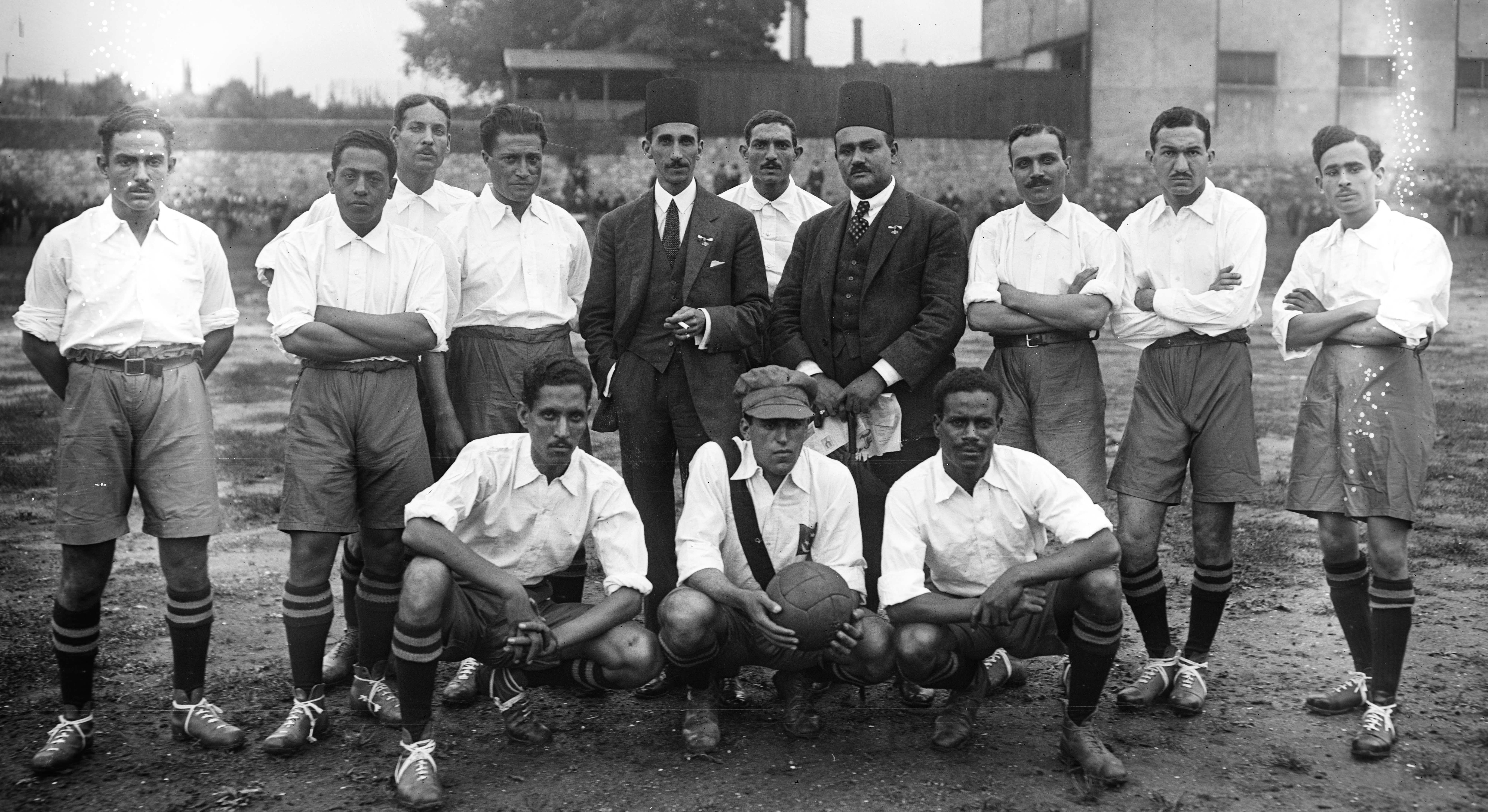
L'équipe d'Égypte en 1920.

L’équipe d'Égypte de football a participé à son premier match officiel le 28 août 1920, contre l’Italie, se concluant par une victoire 2 buts à 1 des Italiens.
La Fédération d'Égypte de football est fondée en 1921. Elle est affiliée à la FIFA depuis 1923.
En 1934, l’Égypte est la première équipe africaine à participer à une compétition internationale, la Coupe du monde 1934.
Après des éliminatoires qui furent simples (matchs aller-retour face à la Palestine (7-1 ; 4-1), le pays se qualifie pour sa première Coupe du monde 1934 en Italie. En huitièmes de finale, la Hongrie barre la route aux Pharaons sur le score de 4 buts à 2, le 27 mai 1934 (2-2 à la mi-temps). Le buteur égyptien est Abdelrahman Fawzi aux 35e et 39e minutes.
Membres fondateurs de la CAF et premiers titres de champion d'Afrique
La Fédération d'Égypte de football est membre fondateur de la Confédération africaine de football en 1957.
La même année, elle remporte la première Coupe d'Afrique des nations contre l'Éthiopie. Elle conserve son titre lors de l'édition 1959 contre le Soudan organisé à domicile.

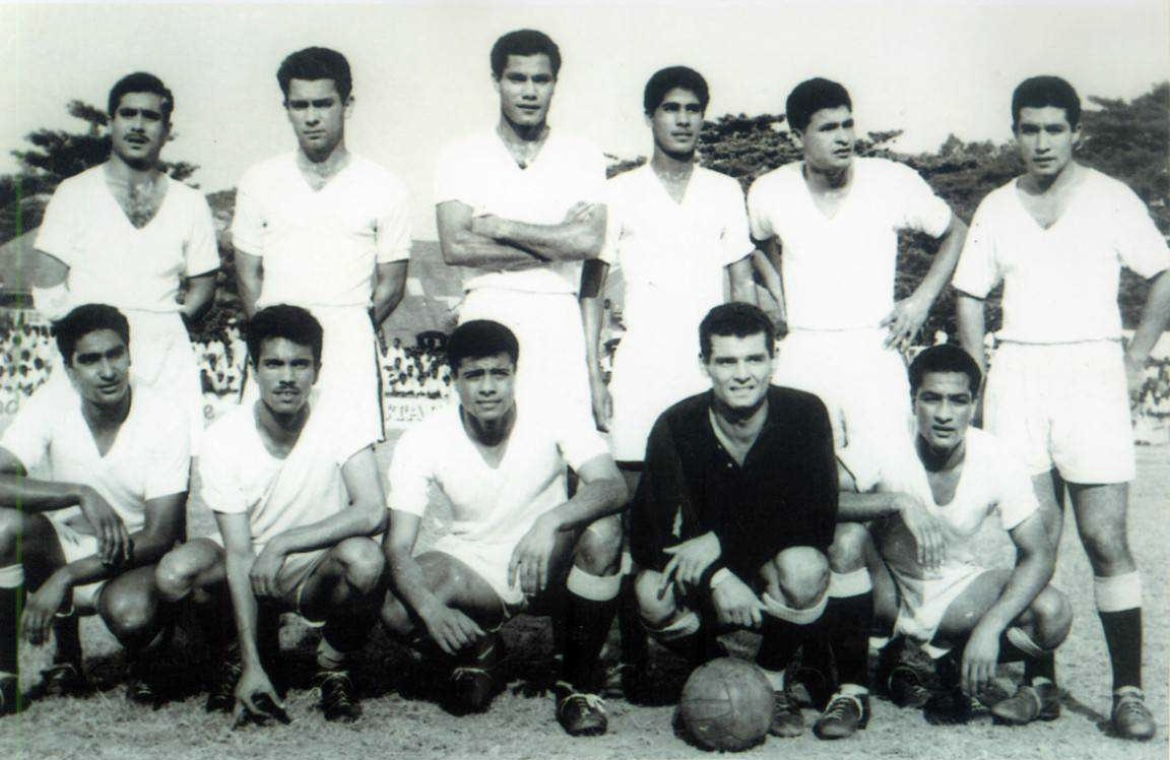
L'équipe d'Égypte de football en 1959

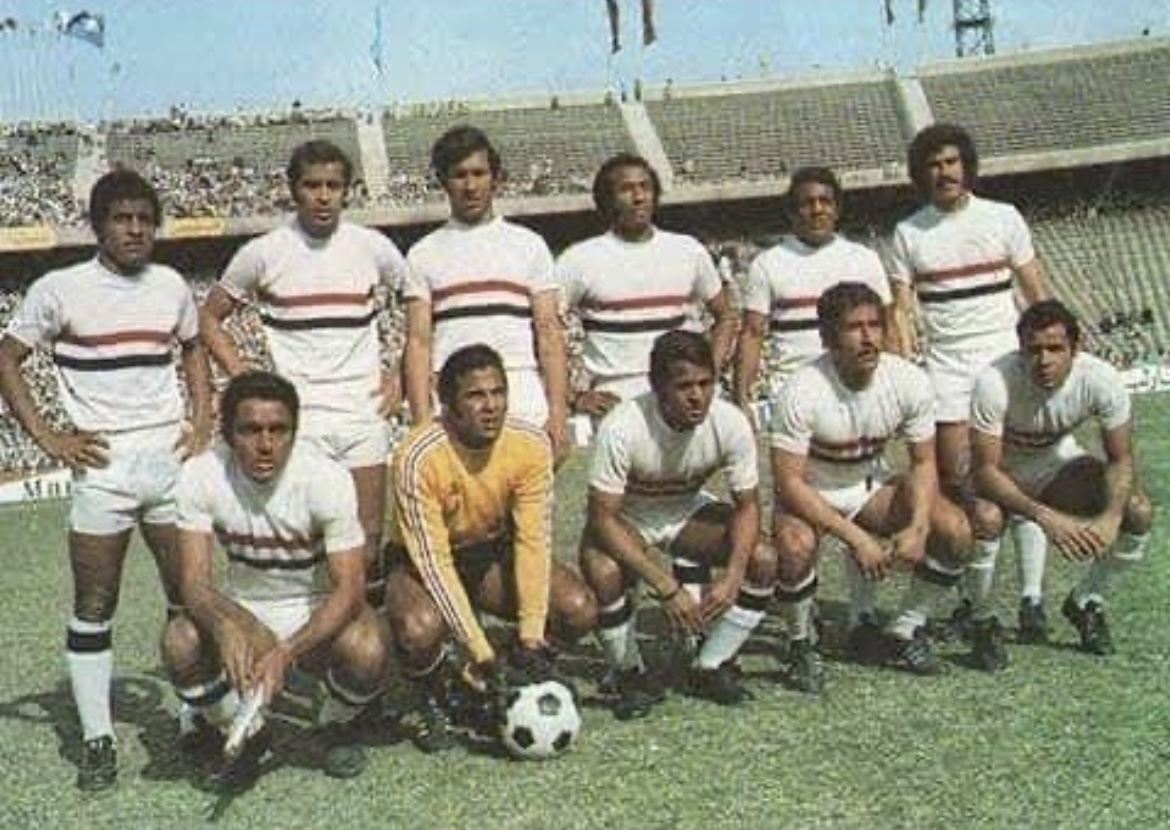
Équipe d'Égypte de football à la CAN 1974

L’Égypte enregistre sa plus large victoire, sur l'équipe du Laos le 23 novembre 1963, sur le score de 15 buts à 0.
1986 ( Troisième titre de Champion d'Afrique et retour en Coupe du Monde )
Il faut attendre 56 ans avant un retour de l’Égypte en Coupe du monde, une nouvelle fois disputée en Italie. Lors de la compétition, l'Égypte tient en échec les Pays-Bas et l'Irlande mais se fait éliminer lors du dernier match face à l'Angleterre (1-0, but de Mark Wright à la 59e). La même année, elle est aussi victorieuse de la Coupe d'Afrique organisé à domicile contre le Cameroun .
Quatrième titre africain
L'Egypte remporte un 4e titre de Champion d'Afrique en 1998 au Burkina Faso contre l'Afrique du Sud.

### Domination au niveau continental 2006-2010.

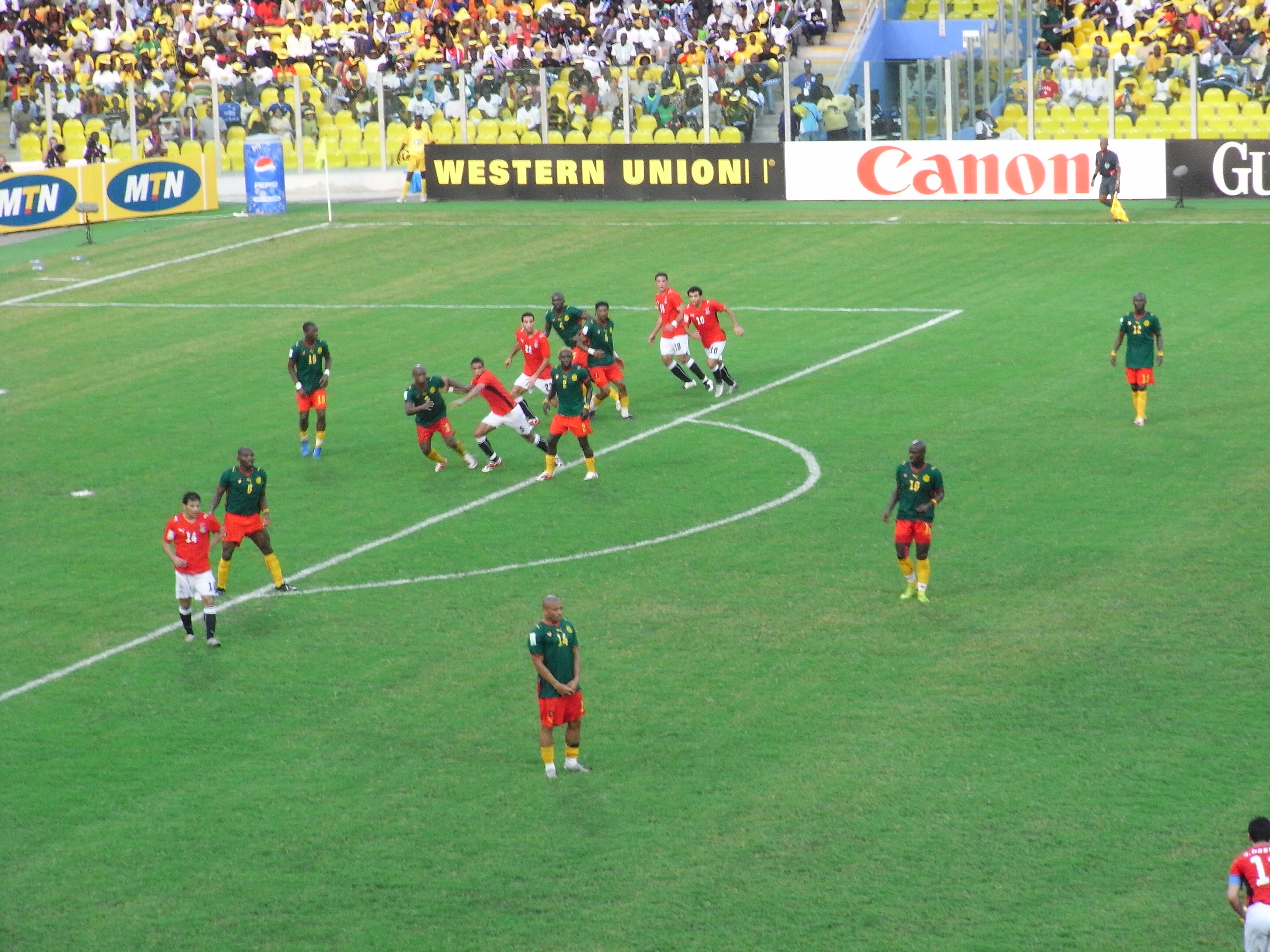
Finale de la CAN 2008

Les Pharaons remportent leur 5e titre de champion d'Afrique en 2006 à domicile face à la Côte d'Ivoire aux tirs au but.
Elle défend son titre l'édition suivante au Ghana en éliminant notamment la Côte d'Ivoire en 1/2 finale ( 4-1 )Le 10 février 2008, l'Égypte remporte la CAN pour la sixième fois en gagnant en finale contre le Cameroun 1-0, but de Mohamed Aboutrika, se succédant à elle-même au palmarès de la compétition. Elle réalise un quasi sans-faute lors de ce tournoi, avec 5 victoires et 1 nul (contre la Zambie, 1-1).
Lors de la Coupe des confédérations 2009, après un match extraordinaire (défaite 3-4) face au Brésil, l'Égypte devient la première équipe africaine à battre l'équipe d'Italie.
Lors de la CAN 2010, elle est la seule équipe invaincue de la compétition, battant en finale le Ghana par 1 but à zéro. L’Égypte devient ainsi la première équipe à remporter trois CAN successives. Hassan Shehata fut sur le banc lors du triplé des Pharaons.

### Coupe du monde 2010
À la fin du troisième tour des éliminatoires de la Coupe du monde, l'Algérie et l'Égypte terminé à égalité parfaite. Ces deux équipes se départagent lors d'un match d'appui disputé au Soudan, à Omdurman que les Fennecs remportent 1 à 0.

### Coupe du monde 2014
L’Égypte gère parfaitement le deuxième tour des qualifications pour la Coupe du monde 2014. Dans un groupe composé de la Guinée, du Mozambique et du Zimbabwe elle remporte tous ses matchs et se qualifie pour les barrages.
Le barrage se déroule en octobre et novembre 2013 face au Ghana récemment rencontré lors de la finale de la CAN 2010. Défaits 6-1 à l'aller, les Égyptiens sont éliminés malgré une victoire 2-1 au match retour.

### Retour au premier plan
Apres avoir manqué les trois dernières éditions, l'Égypte retrouve la CAN 2017 au Gabon. Elle termine 1er de sa poule devant le Ghana, le Mali et l'Ouganda. Elle sort la Maroc et le Burkina Faso aux tirs au but avec une bonne performance du vétéran Essam el-Hadari. En finale, elle s'incline contre le Cameroun 2-1 malgré l'ouverture du score de Mohamed Elneny. L'Égypte se retrouve pendant les qualifications à la Coupe du monde 2018 en Russie avec le Ghana, l'Ouganda et le Congo. Le 8 octobre 2017, l'Égypte se qualifie, grâce à sa victoire face au Congo, et notamment grâce à un penalty inscrit par Mohamed Salah à la 95ème minute.
Pour son troisième mondial, l'Égypte tombe dans le groupe A avec la Russie, l'Uruguay et l'Arabie saoudite. Dans ce groupe assez ouvert, les pharaons perdent leurs trois matchs et terminent derniers.
L'Égypte déçoit par ailleurs lors de « sa » Coupe d'Afrique 2019 disputée à domicile, lors de laquelle les Pharaons passent sans écueil le premier tour (3 victoires en autant de rencontres disputées, aucun but encaissé) mais sont éliminés dès le stade des huitièmes de finale par l'Afrique du Sud, qualifiée pour la phase à élimination directe seulement en tant que 4e meilleur troisième (0-1).
Les coéquipiers de Mohamed Salah réussissent un très bon parcours lors de la CAN 2021 au Cameroun. Ils terminent 2e de leur poule devant le Soudan et la Guinée Bissau. Elimine en huitièmes la Côte d'Ivoire, le Maroc en quart et le Cameroun en demies. Elle perd la finale aux tirs au but contre les Lions de la Teranga du Sénégal. En Mars, le Sénégal arrache la qualification pour la Coupe du monde 2022 aux Égyptiens. L'Égypte fait trois matchs nuls lors de la CAN 2023 en Côte d'Ivoire contre le Mozambique, le Cap Vert et le Ghana. Elle sort prématurément de la compétition contre la RDC en huitièmes de finale aux tirs au but.

## Palmarès
- Jeux olympiques
  - Quatrième : 1964
- Coupe d'Afrique
  - Vainqueur en 1957, 1959, 1986, 1998, 2006, 2008 et 2010
  - Finaliste en 1962, 2017 et 2022
- Coupe arabe des nations de football
  - Vainqueur en 1992
- Coupe afro-asiatique des nations
  - Finaliste en 2007
- Jeux de la Francophonie
  - Finaliste en 1994
- Coupe de la Méditerranée
  - 1951 : Égypte 3-0  Italie

### Classement FIFA
| Année              | 1993 | 1994 | 1995 | 1996 | 1997 | 1998 | 1999 | 2000 | 2001 | 2002 | 2003 | 2004 | 2005 | 2006 | 2007 | 2008 | 2009 | 2010 | 2011 | 2012 | 2013 | 2014 | 2015 | 2016 | 2017 | 2018 | 2019 | 2020 |
| ------------------ | ---- | ---- | ---- | ---- | ---- | ---- | ---- | ---- | ---- | ---- | ---- | ---- | ---- | ---- | ---- | ---- | ---- | ---- | ---- | ---- | ---- | ---- | ---- | ---- | ---- | ---- | ---- | ---- |
| Classement mondial | 26   | 22   | 23   | 28   | 32   | 28   | 38   | 33   | 41   | 39   | 32   | 34   | 32   | 27   | 39   | 16   | 24   | 9    | 31   | 41   | 41   | 60   | 57   | 36   | 31   | 56   | 51   | 49   |
| Classement CAF     | 3    | 3    | 3    | 6    | 5    | 4    | 5    | 4    | 6    | 6    | 2    | 5    | 5    | 5    | 6    | 2    | 4    | 1    | 4    | 6    | 6    | 14   | 9    | 4    | 3    | 8    | 7    | 6    |

### Parcours en Coupe du monde
| Année | Position           |      | Année         | Position |                        | Année | Position |
| 1930  | Non inscrite       | 1974 | Non qualifiée | 2010     | Non qualifiée          |       |          |
| 1934  | Huitième de finale | 1978 | Non qualifiée | 2014     | Non qualifiée          |       |          |
| 1938  | Non qualifiée      | 1982 | Non qualifiée | 2018     | 1er tour               |       |          |
| 1950  | Non qualifiée      | 1986 | Non qualifiée | 2022     | Non qualifiée          |       |          |
| 1954  | Non qualifiée      | 1990 | 1er tour      | 2026     | Éliminatoires en cours |       |          |
| 1958  | Non qualifiée      | 1994 | Non qualifiée | 2030     | À venir                |       |          |
| 1962  | Non qualifiée      | 1998 | Non qualifiée | 2034     | À venir                |       |          |
| 1966  | Non qualifiée      | 2002 | Non qualifiée |          |                        |       |          |
| 1970  | Non qualifiée      | 2006 | Non qualifiée |          |                        |       |          |

### Parcours en Coupe d'Afrique des nations
| Année | Position          |      | Année             | Position |                    | Année | Position |
| 1957  | Vainqueur         | 1982 | Tour préliminaire | 2006     | Vainqueur          |       |          |
| 1959  | Vainqueur         | 1984 | Demi-finale (4e)  | 2008     | Vainqueur          |       |          |
| 1962  | Finaliste         | 1986 | Vainqueur         | 2010     | Vainqueur          |       |          |
| 1963  | Demi-finale (3e)  | 1988 | 1er tour          | 2012     | Tour préliminaire  |       |          |
| 1965  | Tour préliminaire | 1990 | 1er tour          | 2013     | Tour préliminaire  |       |          |
| 1968  | Tour préliminaire | 1992 | 1er tour          | 2015     | Tour préliminaire  |       |          |
| 1970  | Demi-finale (3e)  | 1994 | Quart de finale   | 2017     | Finaliste          |       |          |
| 1972  | Tour préliminaire | 1996 | Quart de finale   | 2019     | Huitième de finale |       |          |
| 1974  | Demi-finale (3e)  | 1998 | Vainqueur         | 2021     | Finaliste          |       |          |
| 1976  | Demi-finale       | 2000 | Quart de finale   | 2023     | Huitième de finale |       |          |
| 1978  | Tour préliminaire | 2002 | Quart de finale   | 2025     | À venir            |       |          |
| 1980  | Demi-finale (4e)  | 2004 | 1er tour          | 2027     | À venir            |       |          |

### Parcours en Coupe des confédérations
| Année | Position    |      | Année       | Position |             | Année | Position |
| 1992  | Non inscrit | 2001 | Non inscrit | 2013     | Non inscrit |       |          |
| 1995  | Non inscrit | 2003 | Non inscrit | 2017     | Non inscrit |       |          |
| 1997  | Non inscrit | 2005 | Non inscrit |          |             |       |          |
| 1999  | 1er tour    | 2009 | 1er tour    |          |             |       |          |

## Stades

### Stade international du Caire

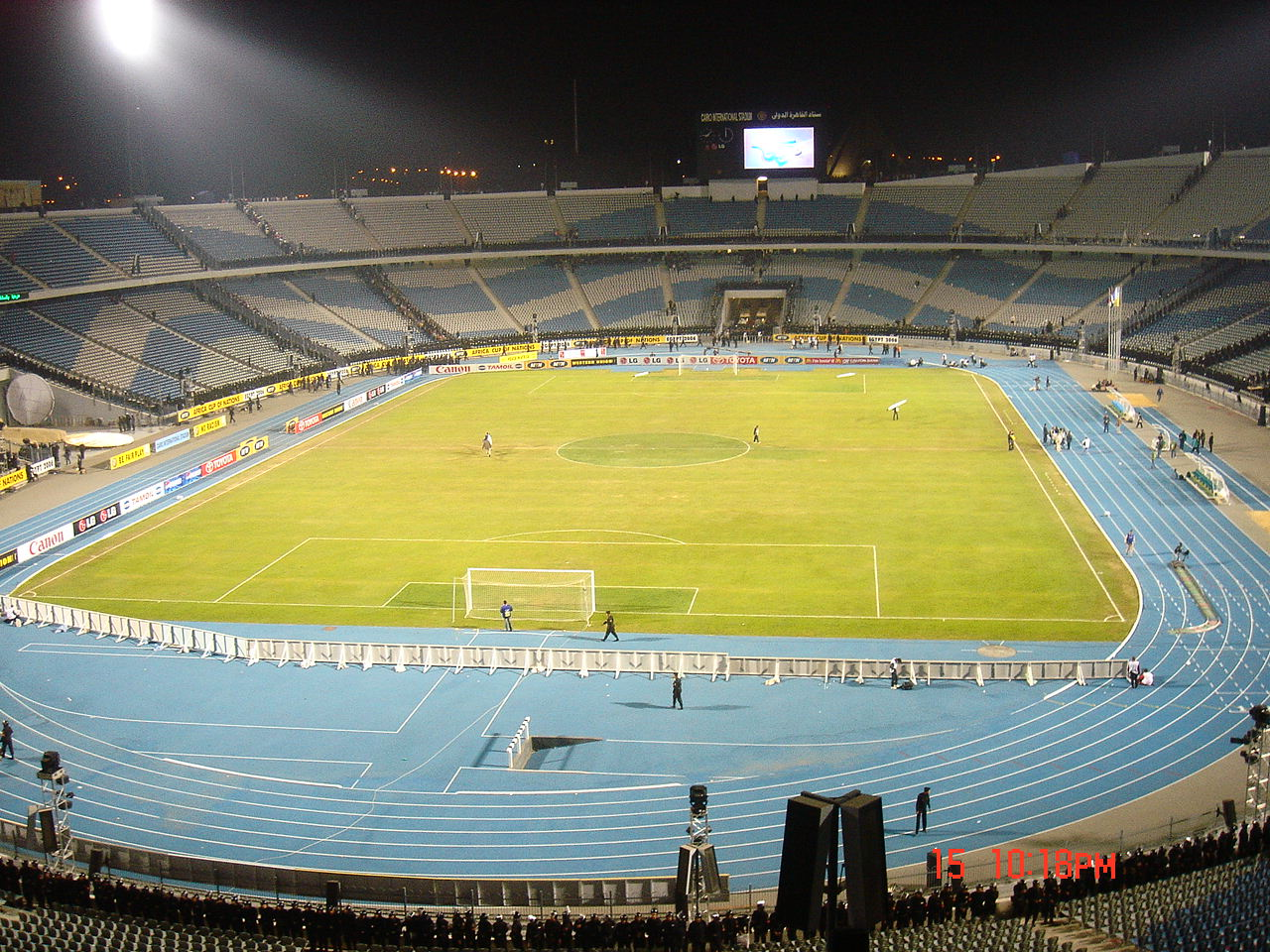
Stade International du Caire

Le stade principal de l'équipe d'Égypte est le Stade international du Caire. Ce stade a une capacité de 74 100 places, mais a déjà atteint des records dans le passé, comme lors d'une finale de Coupe d'Égypte où le stade avait accueilli 120 000 spectateurs.
Depuis quelque temps maintenant, l'équipe d'Égypte ne joue plus dans ce stade à cause de l'insécurité qui règne dans le pays à la suite de la Révolution égyptienne de 2011, la sécurité égyptienne refusant de sécuriser les matchs se déroulant dans ce stade, qui reste le plus grand d'Égypte et d'Afrique.

### Stade Borg El Arab
Depuis 2012, le Stade Borg Al Arab est devenu le stade principal de l'équipe d'Égypte mais aussi d'Al Ahly SC et Zamalek SC qui y disputent leur match de Ligue des champions de la CAF. Mais depuis 2013 ces deux clubs ne sont plus autorisés à jouer dans ce stade à la suite des violences de leurs Ultras. La sélection nationale est aussi affectée, le stade refusant d'accueillir les matchs de l'équipe d'Égypte. La sécurité confirmera plus tard qu'elle refuse de sécuriser tout match de football dans les villes du Caire et d'Alexandrie.
Le stade des matchs de ces équipes, est actuellement le Stade d'El Gouna, qui ne comporte pas d'éclairage et a une capacité de 12 000 places, loin des 74 100 places du Stade international du Caire. Cette situation handicape lourdement l'équipe nationale égyptienne ainsi que les deux équipes les plus titrées d'Afrique, Al Ahly SC et Zamalek SC qui, en plus, doivent disputer toute leur rencontre à huis clos et sous une chaleur écrasante. La température à El Gouna dépasse, en effet, presque toujours les 40 °C

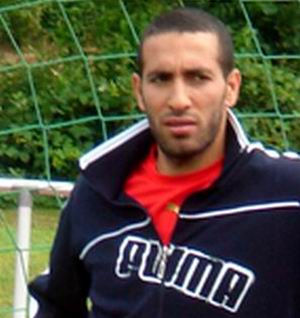
Mohamed Aboutrika.

## Joueurs historiques

### Joueurs emblématiques
| Joueurs les plus sélectionnés                            | Joueurs les plus sélectionnés | Joueurs les plus sélectionnés | Joueurs les plus sélectionnés |
| -------------------------------------------------------- | ----------------------------- | ----------------------------- | ----------------------------- |
| Rang                                                     | Joueur                        | Carrière                      | Sélections                    |
| 1                                                        | Ahmed Hassan                  | 1995-2012                     | 184                           |
| 2                                                        | Hossam Hassan                 | 1985-2006                     | 176                           |
| 3                                                        | Essam El Hadary               | 1996-2018                     | 159                           |
| 4                                                        | Ahmed Fathy                   | 2002-2021                     | 135                           |
| 5                                                        | Ibrahim Hassan                | 1988-2002                     | 132                           |
| 6                                                        | Hany Ramzy                    | 1988-2002                     | 123                           |
| 7                                                        | Wael Gomaa                    | 2001-2013                     | 114                           |
| 8                                                        | Ahmed El Kass                 | 1989-1997                     | 112                           |
| 8                                                        | Abdul-Zaher Al-Saka           | 1997-2010                     | 112                           |
| 10                                                       | Rabie Yassin                  | 1982-1991                     | 110                           |
| Meilleurs buteurs                                        |                               |                               |                               |
| Rang                                                     | Joueur                        | Carrière                      | Buts                          |
| 1                                                        | Hossam Hassan                 | 1985-2006                     | 68                            |
| 2                                                        | Mohamed Salah                 | depuis 2011                   | 59                            |
| 3                                                        | Hassan Al Shazly              | 1961-1974                     | 42                            |
| 4                                                        | El-Sayed Al Dhizui            | 1948-1960                     | 39                            |
| 5                                                        | Mohamed Aboutrika             | 2001-2013                     | 38                            |
| 6                                                        | Ahmed Hassan                  | 1995-2012                     | 33                            |
| 7                                                        | Amr Zaki                      | 2004-2013                     | 30                            |
| 8                                                        | Emad Moteab                   | 2004-2015                     | 28                            |
| 9                                                        | Abdel Fattah Badawi           | 1960-1966                     | 26                            |
| 10                                                       | Ahmed El Kass                 | 1989-1997                     | 25                            |
| Dernière mise à jour après Ethiopie-Égypte du 22/03/2025 |                               |                               |                               |

### Liste des sélectionneurs
| - Hussein Hegazi (1920–1924) - Valère de Besveconny (« Valer-Bei ») ? (1928) - James McCrae (1934–1936) - Tewfik Abdullah (1940–1944) - Eric Keen (1947–1948) - Edward Jones (1949–1952) - Comité de sélection composé de six anciens internationaux (1953–1954) - Ljubiša Broćić (1954–1955) - Mourad Fahmy (1955–1957) - Mohamed El Gendy & Hanafy Bastan (1958) - Pál Titkos (1959–1961) - Mohamed El Gendy & Hanafy Bastan (1962) - Fouad Ahmed Sedki (1963) - Andrija Pflander (1963–1964) - Kovač (1965) - Saleh El Wahsh & Kamal El Sabagh (1969–1970) - Dettmar Cramer (1971–1974) - Burkhard Pape (1975–1977) - Dušan Nenković (1977–1978) - Taha Ismail (1978) - Dezső Bundzsák (1979) - Fouad Ahmed Sedki (1980) - Abdel Monem El-Hajj (1980) - Hamada El-Sharqawy (1980) - Karl-Heinz Heddergott (1982–1984) - Saleh El-Wahsh (1984) - Mike Smith (1985–1988) |  | - Mahmoud El-Gohary (1988–1990) - Dietrich Weise (1990–1991) - Mahmoud Saad (1992) - Mohamed Shehta (1993) - Mircea Rădulescu (1993–1994) - Taha Ismail (1994) - Nol de Ruiter (1994–1995) - Mohsen Saleh (1995) - Ruud Krol (1996) - Farouk Gaafar (1996–1997) - Mahmoud El-Gohary (1997–1999) - Gerard Gili (1999–2000) - Mahmoud El-Gohary (2000–2002) - Mohsen Saleh (2002–2004) - Marco Tardelli (2004–2005) - Hassan Shehata (2005–2011) - Bob Bradley (2011–2013) - Shawky Gharib (2013–2014) - Héctor Cúper (2015–2018) - Javier Aguirre Onaindía (août 2018-juil. 2019) - Hossam Al Badry (sep. 2019-sep. 2021) - Carlos Queiroz (sep. 2021-mars 2022) - Ehab Galal (avr. 2022-juin 2022) - Rui Vitória (juillet 2022-février 2024) - Hossam Hassan (depuis février 2024) |

Source: Egyptian National Team Coaches

### Équipementiers
- Adidas (1990–1997)
- Venezia (1998-1999)
- Puma (1999–2004)
- Adidas (2005-2006)
- PUMA (2006-2012)
- Adidas (2012–2019)
- PUMA   (depuis 2019)